# Paoliella pteleopsidis
Paoliella pteleopsidis är en insektsart som beskrevs av Quednau 1974. Paoliella pteleopsidis ingår i släktet Paoliella och familjen långrörsbladlöss. Inga underarter finns listade i Catalogue of Life.